# Исаак бен-Самуил из Акры
Исаак бен-Самуил из Акры (или из Акко; ивр. יצחצדמן עכו‎; Isaac ben Samuel of Acre, ивр. יצחק בן שמואל דמן עכו‎; Yitzhak ben Shmuel d’min Akko), Исаак бен-Самуил Младший, — палестинский раввин-ришоним и каббалист XIV века из города Акко (Акры), ученик Нахманида. По утверждению Азулаи, при помощи особых каббалистических упражнений («zerufоm») заставлял ангелов открывать ему великие тайны.

## Деятельность
Исаак бен-Самуил жил в Акре во время её завоевания Аль-Маликом-аль-Ашрафом и был вместе с другими заключён в тюрьму, откуда ему в 1305 г. удалось бежать в Испанию.
Авраам Закуто в «Juchasin» утверждал, что Моисей де Леон открыл «Зогар» при жизни Исаака, который усомнился в подлинности этой мистической книги, так как не слышал в Палестине о её существовании; сомнения его не рассеялись и после запроса по этому поводу учеников Нахманида. При встрече Исаака с Моисеем де Леон в Вальядолиде последний поклялся, что в Авиле (местожительстве Моисея) у него имелась рукопись «Зогара», выполненная самим Симоном бен-Иохаи. Но Моисей де Леон вскоре умер, и Исаак, горя желанием узнать правду о книге, обратился за советом к некоему Давиду Рафану (David Rafan) в Авиле, который сообщил ему, что жена и дочь Моисея де Леон откровенно заявили некоему раввину Иосифу, что муж и отец их сам автор «Зогара».
Исаак из Акры часто цитируется Илией де Видасом в «Rеschit Chochmah» и раввином Хаимом Виталем в «Megillat Setarim».

## Труды
Согласно Азулаи, Исаак из Акры написал ряд каббалистических сочинений, из которых известны:
- «Меират-Энаиим» («Meirat Enajim») — каббалистический суперкомментарий к толкованию Нахманида на Пятикнижие. Где говорит следующее: «Достигший ступени непосредственного соединения (דבקות) с Богом приходит в состояние безразличия (השתוות)»[5]. Сурово порицал Иосифа Гикатиллу за слишком частое употребление им Священного имени[6], а Ибн-Гаона за то, что большинство приведённых автором теорий в книге «Keter Schem Tob» (1315; изд. «Perusсh Sodoth ha-Torah» в Ливорно, 1839) не исходят от старых каббалистов, а представляют собственные измышления автора.
- «Sefer ha-Sodoth» — сочинение, упоминаемое в «Nobeloth Cbochmah» Иосифа Соломона Дельмедиго;
- «Ketem Paz» — каббалистическое сочинение, упоминаемое Моисеем Ботарелом в его комментарии к «Sefer Jezirah»;
- «Likkute Schoschanim» — вероятно, компендиум из книги «Sefer ha-Sodoth».

Из «Reschit Chochmah» Видаса явствует, что Исаак из Акры написал также сочинение этического содержания.
Отрывок из «Meirat Enajim» напечатан Еллинеком в «Beiträge»; остальные сочинения сохранились в рукописях.